# Piràmide blanca

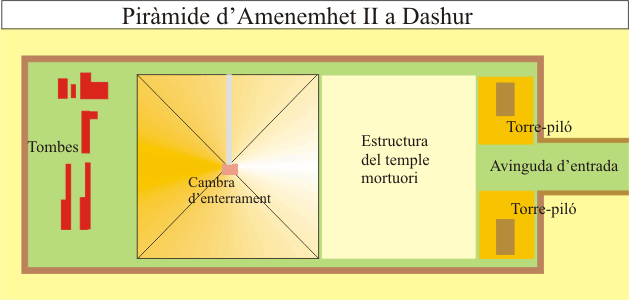
Plànol de la piràmide blanca o d'Amenemhet II

La piràmide blanca és una piràmide construïda a Dashur per Amenemhet II, de la que només resta una massa de rajoles erosionades. Fou anomenada "Amenemhet és fort" i és situada a l'est de la piràmide roja de Snefru. Avui se l'anomena la piràmide blanca, nom que deriva de què al perdre les pedres de la primera capa va quedar amb un aspecte blanc. Es desconeix perquè fou construïda a Dashur i no a Lisht com havien fet el seu pare i el seu avi.
L'avinguda no ha estat excavada pròpiament i no s'ha trobat encara el temple de la vall que era a uns 250 del complex de la piràmide. El temple mortuori està completament destruït i no s'ha provat cap reconstrucció virtual; dos estructures de torres com a pilons es poden veure encara a la façana est. La base de la piràmide és semblant a la del seu pare però les juntes entre els blocs són només d'arena. La construcció és una barreja de l'estil de l'Imperi antic i un model més propi de l'època. Les cambres interiors són construïdes a diferents nivells; a la paret oest de la cambra d'enterrament es va trobar un sarcòfag fet de quarsita. A l'oest de la piràmide l'arqueòleg francès Jacques de Morgan va trobar 1894 les tombes de la reina Keminub, del visir Amenemhetankh i de les princeses Itiuret, Sithathormeret, Ita i Khnemet; a la tomba de les dues darreres princeses hi va trobar joies molt ben fetes i la major part del que es va trobar està exhibit actualment al Museu d'Antiguitats Egípcies del Caire. Fou excavada modernament per un equip alemany dirigit per Arnold entre 1976 i 1983.
Tenia una base d'uns 53 metres per costat. Es va construir a un sol inestable i a un nivell massa baix havent estat afectat per les aigües subterrànies.